# Kinoulton
Kinoulton är en ort och civil parish i Storbritannien.   Den ligger i grevskapet Nottinghamshire och riksdelen England, i den sydöstra delen av landet, 160 km norr om huvudstaden London. Kinoulton ligger 44 meter över havet och antalet invånare är 1 037.
Terrängen runt Kinoulton är platt. Runt Kinoulton är det ganska tätbefolkat, med 155 invånare per kvadratkilometer. Närmaste större samhälle är Nottingham, 14,0 km nordväst om Kinoulton. Trakten runt Kinoulton består till största delen av jordbruksmark.